# Institut de technologie de Chypre
L’Institut de technologie de Chypre (en anglais : Cyprus University of Technology, en grec : Τεχνολογικό Πανεπιστήμιο Κύπρου) fut créé en 2004. C’est un établissement public basé à Limassol. Dans les années à venir il est censé fusionner avec l’Institut de haute technologie de Chypre.

## Relations Internationales
L’Université de technologie de Chypre est un des huit porteurs de l’initiative Université de technologie européenne, EUt+, au côté de l'Université technique de Sofia (Bulgarie), l’Université technique de Riga (Latvia), l'Université de sciences appliquées, Hochschule Darmstadt (Allemagne), l'Université technologique de Dublin (Irlande), l’Université de technologie de Troyes (France), l'Université polytechnique de Carthagène ( Espagne) et l’Université technique de Cluj-Napoca (Roumanie).
L’Université de technologie européenne, EUt+ est née de l’alliance de huit partenaires européens partageant la vision "Think Human First" pour une technologie centrée sur l’humain et l'ambition de créer à terme une institution originale et fédérative.
À travers l’EUt+, les partenaires s’engagent à créer un avenir durable pour les étudiant·e·s et apprenant·e·s des pays européens, les collaboratrice·teur·s de chacun des établissements et pour les territoires qui accueillent chaque campus.